# Еврейское кладбище в Бреттене
Евре́йское кла́дбище в Бре́ттене (нем. Jüdischer Friedhof Bretten) — одно из еврейских кладбищ на севере немецкой земли Баден-Вюртемберг, расположенное в городе Бреттене. В связи с исторической ценностью является памятником культуры (Kulturdenkmal).

## История
Вначале умерших членов еврейской общины Бреттена хоронили на еврейском кладбище в Вайбштадте (Waibstadt). С 1883 года было открыто собственное частное кладбище в Бреттене, которое находится на сегодняшней улице Виндстегвег (Windstegweg).  Последнее погребение состоялось в 1949 году.

## Площадь
Площадь еврейского кладбища 11,18 ара (1130,18 м²). На нём насчитывается 146 надгробных камней.

## Галерея изображений
- Год открытия на воротах еврейского кладбища в Бреттене